# Oslo Spektrum

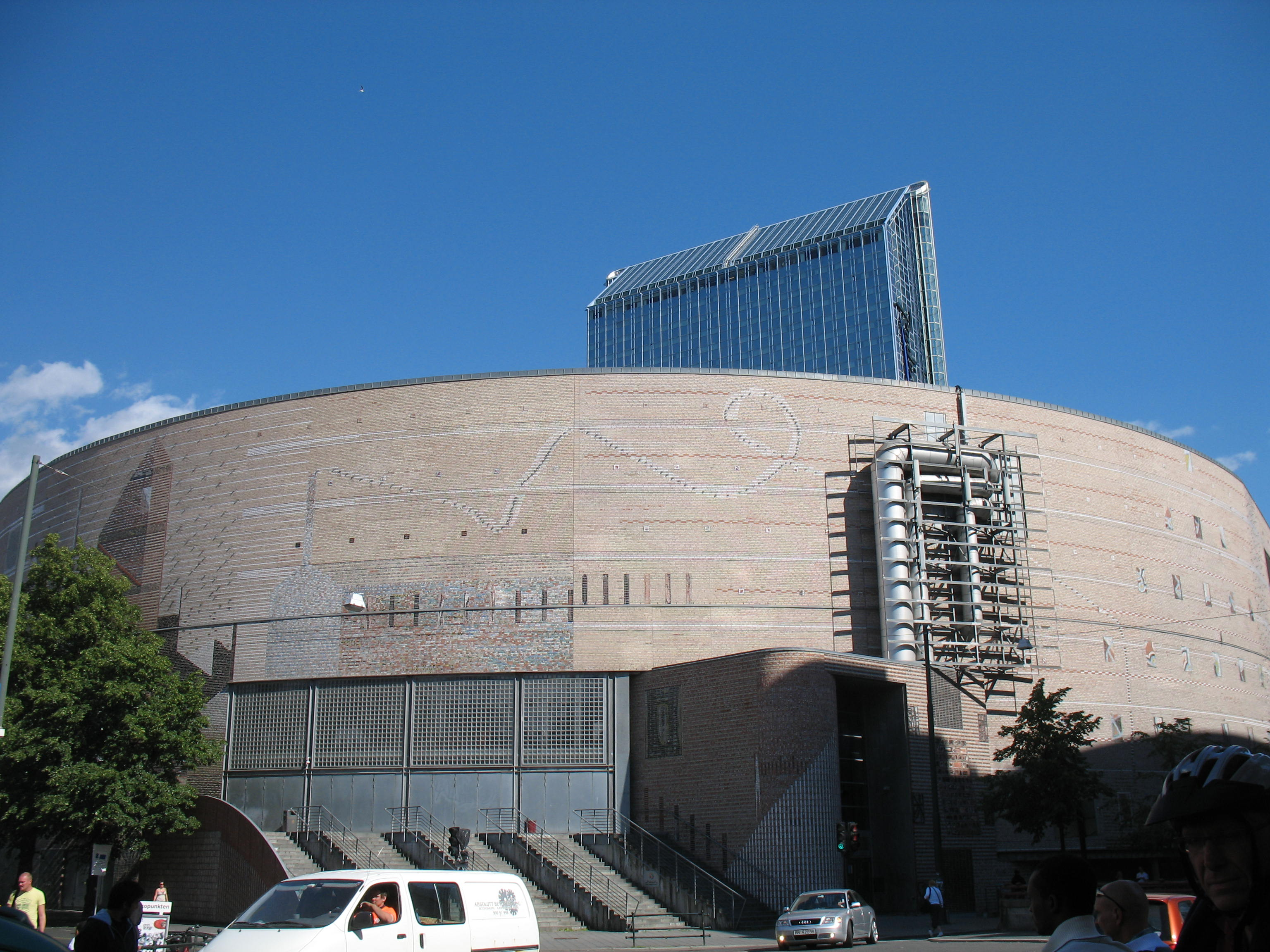
Oslo Spektrum

O Oslo Spektrum é uma arena indoor localizada em Oslo, capital da Noruega. Inaugurada em 1990, foi sede da Eurovisão seis anos mais tarde, em 1996.
A arena já recebeu shows de diversos artistas, como Red Hot Chili Peppers, Oasis, Green Day, The Smashing Pumpkins, Muse, Radiohead, Gorillaz, entre outros.

## Ligações Externas
- Site Oficial